# توت‌خوار آبی
توت‌خوار آبی (نام علمی: Dacnis cayana) نام یک گونه از سرده توت‌خوار است.